# Élections législatives kosovares de 2010
Les élections législatives kosovares de 2010 se sont tenues le 12 décembre 2010 après le vote d'une motion de censure contre le gouvernement. Ce seront les premières élections législatives depuis la déclaration d'indépendance de pays le 17 février 2008, les dernières élections législatives ayant eu lieu en 2007.

## Contexte
Après les élections législatives de 2007, le parti arrivé en tête, le Parti démocratique du Kosovo et la Ligue démocratique du Kosovo ont formé une coalition. Hashim Thaçi a alors pris la tête du gouvernement, qui a notamment déclaré unilatéralement l'indépendance du Kosovo le 17 février 2008. 
Le président de la République, Fatmir Sejdiu a démissionné en septembre 2010 et son parti, la Ligue démocratique du Kosovo a quitté la coalition gouvernementale. Le gouvernement perdit un vote de confiance le 2 novembre 2010 et les élections ont été fixées au 12 décembre.
Le 7 novembre, la Ligue démocratique du Kosovo élit Isa Mustafa comme son nouveau dirigeant, battant Fatmir Sejdiu par 235 voix contre 125. Le parti a conclu un accord avec l'Alliance pour le futur du Kosovo, qui avait obtenu près de 10 % des voix aux élections de 2007.

## Résultats

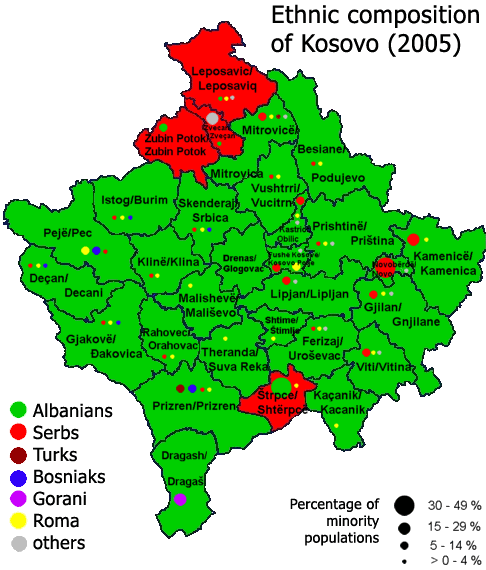
Enclaves serbes au Kosovo en rouge sur la carte.

Selon un sondage de sortie des urnes, le Parti démocratique du Kosovo a réuni 31 % des voix et la Ligue démocratique du Kosovo 25 %.

### Analyse
La participation a atteint 47,5 % des voix, contre 40,1 % en 2007. Comme prévu, la minorité serbe est divisée entre participation au scrutin pour ceux enclavés dans le territoire du Kosovo, et boycott pour ceux vivant dans le nord, à la frontière avec Serbie. Ces derniers refusent totalement toute idée d'indépendance du Kosovo. 120 000 Serbes vivent au Kosovo, dont un peu moins de la moitié au nord.  

### Accusations de fraude
Le parti arrivé en tête est accusé par la Ligue démocratique du Kosovo de « tricheries  » dans ses fiefs électoraux où la participation atteint plus de 90 % des inscrits à certains endroits, contre 47,5 % pour la moyenne nationale. 171 plaintes ont été déposées devant la commission électorale, et cette dernière a invalidé les résultats dans 21 bureaux de vote. De nouvelles élections seront tenues dans ces bureaux de vote le 9 janvier 2011. 

### Scores
Le Parlement du Kosovo est composé de 120 membres, dont 20 sièges réservés pour les minorités ethniques.
| Partis et coalitions             | Dirigeant                      | Votes   | Votes | Sièges | Sièges | Sièges |
| Partis et coalitions             | Dirigeant                      | Voix    | %     | Nb     | +/-    | %      |
| -------------------------------- | ------------------------------ | ------- | ----- | ------ | ------ | ------ |
| Parti démocratique du Kosovo     | Hashim Thaçi                   | 224 339 | 32,11 | 34     | -3     | 28,33  |
| Ligue démocratique du Kosovo     | Isa Mustafa                    | 172 552 | 24,69 | 27     | +2     | 22,50  |
| Auto-détermintion                | Albin Kurti                    | 88 652  | 12,69 | 14     | Nouv   | 11,67  |
| Alliance pour le futur du Kosovo | Ramush Haradinaj               | 77 130  | 11,04 | 12     | +2     | 10,00  |
| Alliance pour un nouveau Kosovo  | Behgjet Pacolli                | 50 951  | 7,29  | 8      | -5     | 6,67   |
| Parti du nouvel esprit           | Shpend Ahmeti                  | 15 156  | 2,17  | 0      | Nouv   | 0,00   |
| Ligue démocratique de Dardania   | Nexhat Daci                    | 14 924  | 2,14  | 8      | -3     | 6,67   |
| Autres                           | Autres                         | 2 919   | 0,45  | 17     |        | 14,17  |
| Total (participation : 47,5 %)   | Total (participation : 47,5 %) | 646 623 | 100 % | 120    |        | 100,00 |